# Anke Schulz
Anke Schulz (geboren am 17. Juni 1975, verheiratet Anke Mann) ist eine Handballspielerin aus Deutschland.

## Vereinskarriere
Die 1,69 Meter große Anke Schulz spielte im Jugendbereich beim BSV Sachsen Zwickau. Mit dem Team gewann sie die Sachsen- und die Süddeutschlandmeisterschaft und wurde Deutsche Meisterin in der A-Jugend. Von 1997 bis 1999 spielte sie beim HC Leipzig, von 1999 bis 2004 beim TV Lützellinden und von 2004 bis 2007 beim BSV Sachsen Zwickau. Im April 2007 beendete sie ihre Karriere.
Mit den Teams aus Leipzig und Lützellinden wurde sie von 1998 bis 2001 in den Spielzeiten 1997/1998, 1998/1999, 1999/2000 und 2000/2001 vier Mal hintereinander Deutsche Meisterin. Mit den beiden Vereinen nahm sie auch an europäischen Vereinswettbewerben teil.
Sie wurde auf der Position Linksaußen eingesetzt.

## Nationalmannschaft
Sie bestritt 54 Länderspiele für die deutsche Nationalmannschaft. Mit dem Team des Deutschen Handballbundes nahm sie an der Europameisterschaft 1998 in den Niederlanden teil, bei der sie in vier Spielen neun Tore warf.

## Privates
Anke Mann ist Diplom-Finanzwirtin. Sie ist verheiratet.